# Peter Hans Kolvenbach
Peter Hans Kolvenbach, S.J. (Druten, provincia de Güeldres; 30 de noviembre de 1928 - Beirut, Líbano; 26 de noviembre de 2016) fue un sacerdote católico neerlandés y el 29.º superior general de la Compañía de Jesús.

## Primeros años de vida
Nació, de padre alemán y madre italiana, el 30 de noviembre de 1928. Los estudios de secundaria los hizo en el Colegio Canisio, especializándose en lenguas modernas.
Ingresó en la Compañía de Jesús a los veinte años, en el Noviciado de Mariendaal el 7 de septiembre de 1948. Realizados los estudios filosóficos en el Instituto Berchmans de Nimega, fue destinado al Líbano en 1958.

## Vida religiosa
En el Líbano, se especializó en lengua y literatura armenias, completó su doctorado en Sagrada Teología en la Universidad de San José en Beirut y fue ordenado sacerdote el 29 de junio de 1961 por el rito cristiano armenio. En Líbano se hizo experto en ecumenismo y en el Próximo Oriente. 
Kolvenbach fue un eminente humanista, hablaba unos diez idiomas, incluido el armenio y el ruso. Amplió estudios en Holanda, Francia y en Estados Unidos, donde se especializó en teología espiritual. De 1968 a 1974 fue profesor de lingüística general y armenia en el Instituto de Lenguas Orientales de Beirut. Inteligente y de gran humor, ejerció su apostolado principalmente en Egipto, Siria, Líbano y Roma. La barba perilla que llevaba era muestra de su pertenencia al rito armenio (oriental en comunión con Roma), a la vez que lo es del rito latino romano.
De 1974 a 1981 fue superior de los jesuitas de la viceprovincia del Medio Oriente, que abarca Egipto, Siria, Líbano y Turquía, y allí vivió circunstancias dramáticas, como la guerra civil en Líbano o los bombardeos sobre la Universidad de Beirut. Varios jesuitas fueron secuestrados o asesinados en aquella época. De 1981 hasta el día de la elección para General de la Compañía (1983), Kolvenbach fue rector del Pontificio Instituto Oriental  Archivado el 27 de mayo de 2014 en Wayback Machine. de Roma.

### Superior General
Durante la 33.ª Congregación General de la Compañía de Jesús que fue convocada para recibir la dimisión del padre Pedro Arrupe enfermo, el padre Kolvenbach fue elegido superior general. La elección tuvo lugar el 13 de septiembre de 1983.
El 2 de febrero de 2006, el padre Kolvenbach informó a los miembros de la Compañía de Jesús que con el consentimiento del papa Benedicto XVI, pensaba dimitir de su cargo en 2008, al cumplir sus 80 años de edad, siendo la primera vez en la historia que se retiró voluntariamente un general de los jesuitas. Así, la 35 Congregación General de la Compañía de Jesús se reunió en Roma el 5 de enero de 2008 para elegir a un nuevo superior general y para decidir importantes planes apostólicos para la orden de los jesuitas en los años venideros.
Aunque el superior general de los jesuitas se elige para toda la vida, las Constituciones de la Orden permiten a un superior dimitir por justas razones.
Su sucesor, el palentino Adolfo Nicolás, fue elegido el 19 de enero de 2008 por los 217 electores reunidos en la 35.ª Congregación General de la Compañía.